# Brieva de Cameros
Brieva de Cameros és un municipi de la Rioja, a la regió de la Rioja Alta. Pertany a la comarca d'Anguiano. Es troba estretament encaixonada entre la Serra de Castejón i el Monte San Cristóbal. El riu Brieva (truiter) neix en les faldilles de la Serra de Castejón i desemboca al riu Najerilla, afluent de l'Ebre pel marge dret. De Brieva es passa a la Vall de l'Iregua pel serral que uneix les forestes Peña Alta i San Cristóbal pel port de Peña Hincada